# L'aventura increïblement certa de dues noies enamorades
L'aventura increïblement certa de dues noies enamorades és (títol original en anglès, The Incredibly True Adventure of Two Girls in Love) una pel·lícula de comèdia dramàtica estatunidenca de 1995 escrita i dirigida per Maria Maggenti i protagonitzada per Laurel Holloman, Nicole Ari Parker i Maggie Moore. Explica la història de dues noies de secundària molt diferents que s'enamoren. S'ha doblat i subtitulat al català.
El rodatge es va completar en vint-i-un dies durant l'estiu de 1994. Les escenes que tenien lloc a l'institut de la Randy i l'Evie es van filmar en divisions de l'escola Horace Mann, al barri de Riverdale del Bronx.
La pel·lícula es va estrenar al Festival de Cinema de Sundance el 23 de gener de 1995 amb bones crítiques.